# Calyptorhynchus banksii samueli
De Samuel's roodstaartraafkaketoe (Calyptorhynchus banksii samueli) is een vogel uit de orde der papegaaiachtigen en de familie der kaketoes. Hij is een ondersoort van de roodstaartraafkaketoe (Calyptorhynchus banksii).

## Uiterlijk
Deze ondersoort heeft een lengte van ongeveer 56 cm en is daarmee wat kleiner dan de nominaatsoort. De vogel heeft een borstellige zwarte kuif en een lichtrode staart. Het vrouwtje heeft gele vlekken op de wangen. In tegenstelling tot het mannetje is de staart van het vrouwtje aan de onderzijde oranje gekleurd met fijngestreepte horizontale lijnen. De snavel van de mannetjes is donkergrijs en bij de vrouwtjes lichtgrijs gekleurd. Deze snavel is ook kleiner dan de snavel van de nominaatsoort.

## Leefgebied
De vogel is verspreid over vier gebieden. In West-Australië aan de kust van Pilbara, Zuid-Australië tot aan Wheatbelt in Northam. Landinwaarts in centraal-Australië, zuidwestelijk Queensland en de rivier de Darling in het westelijke deel van New South Wales.

## Voedsel
De vogel voedt zich met diverse zaadsoorten en noten, met name Eucalyptus zaden. Verder eten de vogels bessen, vruchten aangevuld met insecten en larven.

## Voortplanting
De voortplanting van deze ondersoort vindt bij de zuidelijk levende populatie plaats van de maanden december tot februari. De westelijke populatie broedt van mei tot en met september. Ze maken gebruik van holtes in grote oude eucalyptusbomen waarin ze 1 à 2 witte eieren leggen. De eieren komen na een maand uit. De vogels kunnen een leeftijd van meer dan 50 jaar bereiken.

## Populatie
Naar schatting bestaat er een populatie van ongeveer 1600 vogels.